# Banana
Banana — компьютерная игра в жанре кликер, выпущенная 23 апреля 2024 года. От других игр своего жанра отличается возможностью получить предметы в инвентарь, которые можно продавать за реальные деньги на торговой площадке.

## Игровой процесс
За клик раз в 3 часа в инвентаре игрока появляется «обычный» банан, а раз в 18 часов — «редкий». Также, на торговой площадке Steam есть возможность заниматься спекуляцией уже созданными предметами из-за регулярного их вывода из списка выпадаемых, что создаёт для них реальную ограниченность.

## Разработка
По словам разработчика, игра является «хуже сделанной» версией игры Egg — похожей игры, только на тему куриных яиц.

## Критика
Многие[кто?] критикуют игру за то, что она напоминает им финансовую пирамиду или схему пампа и дампа. Также указывают на то, что большая часть игроков — это боты, на что разработчик ответил, что попросил Valve разобраться с этой ситуацией.